# Новий Кременчуцький міст
Новий Кременчуцький міст — майбутній міст у Кременчуці, який сполучає правобережну частину міста, Крюків, з лівобережною.

## Історія
1987 року уряд прийняв постанову про будівництво нового автомобільного мосту. Однак він не був побудований.
У середині 1990-х років мер Кременчука Іван Пономаренко наказав розпочати роботи з розробки техніко-економічних обґрунтувань будівництва мосту, які було розроблено впродовж 1992—1994 років.
1993 року Президент України Леонід Кучма заявив, що міст будуть споруджувати японці. Однак питання будівництво мосту було відкладене.
2006 року уряд виділив 10 млн гривень на розробку «Київсоюзшляхпроектом» ТЕО нового мостового переходу, наступним етапом мало стати затвердження його Кабінетом міністрів України.
У лютому 2012 року під час свого візиту до Кременчука Президент України Віктор Янукович заявив, що розпочати будівництво мосту можна вже у 2013 році У травні цього ж року виділено 35,3 млн грн на проектування мосту.
21 жовтня 2020 року на офіційному сайті «Укравтодору» з'явилось повідомлення про оголошення тендеру на будівництво вантового мосту у місті Кременчук. Орієнтовний термін початку будівельних робіт — весна 2021 року. Також для розвантаження міста від транзитного транспорту, «Укравтодор» стратегічно розглядає можливість будівництва у найближчі роки обходу Кременчука з мостовим переходом через річку Дніпро.
Для будівництва мосту наприкінці 2021 року звели новий бетонний завод потужністю — 160 м³ ущільненого бетону за годину. Усе обладнання італійського виробництва. Завод має 4 силоси для приймання, зберігання та подачі цементу в дозатор бетонозмішувача. Загальна їхня місткість — 400 тонн.
Паралельно зі Стамбула вийшов черговий транш техніки — додаткові баржі та бурова установка для проведення робіт. Новий міст планується вантовим і матиме 4 смуги руху (по дві в кожному напрямку). На правому березі Дніпра він сполучатиметься з автошляхом Н-08 Бориспіль — Маріуполь. На лівому — з вуличною мережею Кременчука. В цих точках передбачено будівництво транспортних розв'язок в різних рівнях. Загальна довжина споруд становитиме понад 3 км. Укравтодор планує завершити проєкт за 3 роки.
На початку 2022 року в акваторії Дніпра працівники зводять два залізобетонні пілони, що мають висоту разом із фундаментом близько 115 метрів. На кожному з них буде змонтовано по 46 вант — сталевих канатів. Для опор споруди у дно ріки занурюють 36-метрові сталеві труби.
Сталево-залізобетонна будова альтернативного мосту зводиться паралельно до Крюківського за схемою «180+360+180». Він матиме чотири смуги руху — по дві в кожному напрямку. Заїзди будуть організовані наступним чином:
- лівий берег: на півдні, де в місто заходить траса Н-08, заїзд на споруду з боку вулиці Великої набережної; північний заїзд — з вулиці Флотської.
- правий берег: південний заїзд — з набережної Лейтенанта Дніпрова, це траса Н-08, що прямує вздовж Дніпра до однойменного обласного центра; на півночі — заїзд із Літературного провулка.

Вартість нового мосту сягає 11,2 млрд гривень.
Для виконання цієї роботи був задіяний найбільший криголам в Україні «Нібулон 10», який дозволяє працювати на скутому кригою Дніпрі.
Турецька підрядна організація Doğuş Grubu працювала цілодобово. Всього на будівництві мосту були задіяні 239 осіб: 127 українських та 112 турецьких фахівців. А щодо техніки, то більша частина її була доставлена до Кременчука Чорним морем із Туреччини.
У перші дні повномасштабного російського вторгнення в Україну будівники — фахівці з турецької компанії «Догуш» — покинули територію України, а саме будівництво призупинили.